# 121756 Sotomejias
121756 Sotomejias este o planetă minoră (asteroid), cu un diametru de 3,067 km, din centura de asteroizi. A fost descoperită pe 7 decembrie 1999 la Catalina Station⁠(d) de Catalina Sky Survey. 
Obiectul prezintă o orbită caracterizată de o semiaxă mare de 2,9617264291026 UAi, o excentricitate de 0,16, o înclinație de 8,3 ° în raport cu ecliptica.